# Großer Preis von Kanada 1972
Der Große Preis von Kanada 1972 (offiziell XII Labatt's Grand Prix of Canada) fand am 24. September auf dem Mosport International Raceway in Ontario statt und war das elfte Rennen der Automobil-Weltmeisterschaft 1972.

## Berichte

### Hintergrund
Der Große Preis von Kanada fand 1972 im Mosport Park statt, da die Rennstrecke Circuit Mont-Tremblant, auf der das Rennen in den Jahren zuvor im jährlichen Wechsel mit dem Mosport Park stattgefunden hatte, nicht mehr zur Verfügung stand.
Reine Wisell war von B.R.M. zu Lotus gewechselt, um Dave Walker als zweiten Werksfahrer zu vertreten. Wisells Platz bei B.R.M. nahm der kanadische Gaststarter Bill Brack ein. Zudem trat Skip Barber, wie bereits im Vorjahr, mit einem privaten March zu den beiden Grand Prix in Nordamerika an.

### Training
Die McLaren-Piloten blieben im Training als einzige unter 1:14 Minuten und qualifizierten sich damit für die erste Startreihe, wobei Peter Revson die erste und einzige Pole-Position seiner Karriere erreichte, sowie die erste für sein Team. Die beiden Fahrer profitierten dabei offenbar von ihren Streckenkenntnissen, die sie sich durch ihre Teilnahme an der CanAm-Rennserie erworben hatten. Bruce McLaren Motor Racing war nämlich das erfolgreichste Team in der Geschichte dieser Rennserie. Ronnie Peterson konnte sich im Werks-March für den dritten Platz in der ersten Reihe qualifizieren. Dahinter startete der bereits als Weltmeister feststehende Emerson Fittipaldi neben Jackie Stewart.

### Rennen
Da am Morgen des Renntages dichter Nebel herrschte, wurde der Zeitpunkt des Starts verschoben.
Peterson übernahm zunächst die Führung vor Stewart und Revson. Hulme fiel nach einem schlechten Start ins Mittelfeld zurück. Peterson konnte seine Führung allerdings nur drei Runden halten, denn dann wurde er nach einem kleinen Fahrfehler von Stewart überholt. Etwa zur gleichen Zeit überholte der vom achten Platz gestartete Jacky Ickx den drittplatzierten Revson, musste diesen Platz jedoch nach kurzer Zeit wieder abgeben, da sein Motor an Leistung verlor. Er fiel dadurch in der Folge hinter Fittipaldi und Clay Regazzoni zurück.
Die Reihenfolge an der Spitze blieb im Wesentlichen konstant, bis Peterson in Runde 54 versuchte, Graham Hill zu überrunden. Da dieser den Weg nicht frei machte, kollidierten die beiden, wodurch Petersons Wagen beschädigt wurde. Der Schwede schob ihn daraufhin zurück zur Box und kehrte nach erfolgreicher Reparatur ins Rennen zurück, wurde jedoch kurz darauf wegen dieses unerlaubten Vorgehens disqualifiziert. Auch sein Teamkollege Niki Lauda wurde drei Runden später wegen eines ähnlichen Vorfalls von der Rennleitung aus dem Wettbewerb genommen.
Der Kampf um den zweiten Platz wurde zum Duell zwischen Revson und Fittipaldi. Letzterer beschädigte sich dabei seinen Frontflügel, der an der Box repariert werden musste. Er fiel ans Ende des Feldes zurück. Dadurch gelangte Regazzoni auf den dritten Rang, den er jedoch verlor, als er kurz vor dem Ende des Rennens beim Überrunden von Skip Barber einen Fehler machte und von Carlos Reutemann und Hulme überholt wurde. Da Reutemann im Laufe der letzten Runde das Benzin knapp wurde, gelangte Hulme schließlich auf den Podiumsplatz.

## Meldeliste
| Team                            | Nr. | Fahrer               | Chassis       | Motor                    | Reifen |
| ------------------------------- | --- | -------------------- | ------------- | ------------------------ | ------ |
| Elf Team Tyrrell                | 01  | Jackie Stewart       | Tyrrell 005   | Ford Cosworth DFV 3.0 V8 | G      |
| Elf Team Tyrrell                | 01T | Jackie Stewart       | Tyrrell 004   | Ford Cosworth DFV 3.0 V8 | G      |
| Elf Team Tyrrell                | 02T | Jackie Stewart       | Tyrrell 006   | Ford Cosworth DFV 3.0 V8 | G      |
| Elf Team Tyrrell                | 02  | François Cevert      | Tyrrell 006   | Ford Cosworth DFV 3.0 V8 | G      |
| Equipe Matra Sports             | 03  | Chris Amon           | Matra MS120D  | Matra MS72 3.0 V12       | G      |
| John Player Team Lotus          | 05  | Emerson Fittipaldi   | Lotus 72D     | Ford Cosworth DFV 3.0 V8 | F      |
| John Player Team Lotus          | 06  | Reine Wisell         | Lotus 72D     | Ford Cosworth DFV 3.0 V8 | F      |
| Motor Racing Developments       | 07  | Graham Hill          | Brabham BT37  | Ford Cosworth DFV 3.0 V8 | G      |
| Motor Racing Developments       | 08  | Carlos Reutemann     | Brabham BT37  | Ford Cosworth DFV 3.0 V8 | G      |
| Motor Racing Developments       | 09  | Wilson Fittipaldi    | Brabham BT34  | Ford Cosworth DFV 3.0 V8 | G      |
| Scuderia Ferrari SpA SEFAC      | 10  | Jacky Ickx           | Ferrari 312B2 | Ferrari 001/1 3.0 F12    | F      |
| Scuderia Ferrari SpA SEFAC      | 11  | Clay Regazzoni       | Ferrari 312B2 | Ferrari 001/1 3.0 F12    | F      |
| Marlboro B.R.M.                 | 14  | Jean-Pierre Beltoise | BRM P180      | BRM P142 3.0 V12         | F      |
| Marlboro B.R.M.                 | 15  | Howden Ganley        | BRM P160C     | BRM P142 3.0 V12         | F      |
| Marlboro B.R.M.                 | 16  | Peter Gethin         | BRM P160C     | BRM P142 3.0 V12         | F      |
| Marlboro B.R.M.                 | 17  | Bill Brack           | BRM P180      | BRM P142 3.0 V12         | F      |
| Yardley Team McLaren            | 18  | Denis Hulme          | McLaren M19C  | Ford Cosworth DFV 3.0 V8 | G      |
| Yardley Team McLaren            | 18T | Denis Hulme          | McLaren M19A  | Ford Cosworth DFV 3.0 V8 | G      |
| Yardley Team McLaren            | 19T | Peter Revson         | McLaren M19A  | Ford Cosworth DFV 3.0 V8 | G      |
| Yardley Team McLaren            | 19  | Peter Revson         | McLaren M19C  | Ford Cosworth DFV 3.0 V8 | G      |
| Team Surtees                    | 22  | Tim Schenken         | Surtees TS9B  | Ford Cosworth DFV 3.0 V8 | F      |
| Ceramica Pagnossin Team Surtees | 23  | Andrea de Adamich    | Surtees TS9B  | Ford Cosworth DFV 3.0 V8 | F      |
| STP March Racing Team           | 25  | Ronnie Peterson      | March 721G    | Ford Cosworth DFV 3.0 V8 | G      |
| STP March Racing Team           | 26  | Niki Lauda           | March 721G    | Ford Cosworth DFV 3.0 V8 | G      |
| Clarke-Mordaunt-Guthrie Racing  | 27  | Mike Beuttler        | March 721G    | Ford Cosworth DFV 3.0 V8 | G      |
| Team Williams Motul             | 28  | Henri Pescarolo      | March 721     | Ford Cosworth DFV 3.0 V8 | G      |
| Team Williams Motul             | 29  | Carlos Pace          | March 711     | Ford Cosworth DFV 3.0 V8 | G      |
| Martini Racing Team             | 31  | Derek Bell           | Tecno PA123/3 | Tecno Series-P 3.0 F12   | F      |
| Gene Mason Racing               | 33  | Skip Barber          | March 711     | Ford Cosworth DFV 3.0 V8 | G      |

Anmerkungen
1. 1 2 3  Die mit einem „T“ hinter der Startnummer versehenen Wagen standen ihren jeweiligen Fahrern als T-Car zur Verfügung, kamen jedoch nicht zum Einsatz.

## Klassifikationen

### Startaufstellung
| Pos. | Fahrer               | Konstrukteur | Zeit   | Ø-Geschwindigkeit | Start |
| ---- | -------------------- | ------------ | ------ | ----------------- | ----- |
| 01   | Peter Revson         | McLaren-Ford | 1:13,6 | 193,500 km/h      | 01    |
| 02   | Denis Hulme          | McLaren-Ford | 1:13,9 | 192,714 km/h      | 02    |
| 03   | Ronnie Peterson      | March-Ford   | 1:14,0 | 192,454 km/h      | 03    |
| 04   | Emerson Fittipaldi   | Lotus-Ford   | 1:14,4 | 191,419 km/h      | 04    |
| 05   | Jackie Stewart       | Tyrrell-Ford | 1:14,4 | 191,419 km/h      | 05    |
| 06   | François Cevert      | Tyrrell-Ford | 1:14,5 | 191,162 km/h      | 06    |
| 07   | Clay Regazzoni       | Ferrari      | 1:14,5 | 191,162 km/h      | 07    |
| 08   | Jacky Ickx           | Ferrari      | 1:14,7 | 190,651 km/h      | 08    |
| 09   | Carlos Reutemann     | Brabham-Ford | 1:14,9 | 190,142 km/h      | 09    |
| 10   | Chris Amon           | Matra        | 1:15,4 | 188,881 km/h      | 10    |
| 11   | Wilson Fittipaldi    | Brabham-Ford | 1:15,6 | 188,381 km/h      | 11    |
| 12   | Peter Gethin         | B.R.M.       | 1:15,7 | 188,132 km/h      | 12    |
| 13   | Tim Schenken         | Surtees-Ford | 1:15,7 | 188,132 km/h      | 13    |
| 14   | Howden Ganley        | B.R.M.       | 1:15,7 | 188,132 km/h      | 14    |
| 15   | Andrea de Adamich    | Surtees-Ford | 1:15,9 | 187,636 km/h      | 15    |
| 16   | Reine Wisell         | Lotus-Ford   | 1:16,0 | 187,389 km/h      | 16    |
| 17   | Graham Hill          | Brabham-Ford | 1:16,2 | 186,898 km/h      | 17    |
| 18   | Carlos Pace          | March-Ford   | 1:16,4 | 186,408 km/h      | 18    |
| 19   | Niki Lauda           | March-Ford   | 1:16,8 | 185,438 km/h      | 19    |
| 20   | Jean-Pierre Beltoise | B.R.M.       | 1:16,8 | 185,438 km/h      | 20    |
| 21   | Henri Pescarolo      | March-Ford   | 1:17,0 | 184,956 km/h      | 21    |
| 22   | Skip Barber          | March-Ford   | 1:17,1 | 184,716 km/h      | 22    |
| 23   | Bill Brack           | B.R.M.       | 1:17,9 | 184,716 km/h      | 23    |
| 24   | Mike Beuttler        | March-Ford   | 1:18,4 | 181,653 km/h      | 24    |
| 25   | Derek Bell           | Tecno        | 1:18,6 | 181,191 km/h      | DNS   |

### Rennen
| Pos. | Fahrer               | Konstrukteur | Runden | Stopps | Zeit       | Start | Schnellste Runde |
| ---- | -------------------- | ------------ | ------ | ------ | ---------- | ----- | ---------------- |
| 01   | Jackie Stewart       | Tyrrell-Ford | 80     | 0      | 1:43:17,1  | 05    | 1:15,7           |
| 02   | Peter Revson         | McLaren-Ford | 80     | 0      | + 48,2     | 01    |                  |
| 03   | Denis Hulme          | McLaren-Ford | 80     | 0      | + 54,6     | 02    |                  |
| 04   | Carlos Reutemann     | Brabham-Ford | 80     | 0      | + 1:00,7   | 09    |                  |
| 05   | Clay Regazzoni       | Ferrari      | 80     | 0      | + 1:07,0   | 07    |                  |
| 06   | Chris Amon           | Matra        | 79     | 0      | + 1 Runde  | 10    |                  |
| 07   | Tim Schenken         | Surtees-Ford | 79     | 0      | + 1 Runde  | 13    |                  |
| 08   | Graham Hill          | Brabham-Ford | 79     | 0      | + 1 Runde  | 17    |                  |
| 09   | Carlos Pace          | March-Ford   | 78     | 0      | DNF        | 18    |                  |
| 10   | Howden Ganley        | B.R.M.       | 78     | 0      | + 2 Runden | 14    |                  |
| 11   | Emerson Fittipaldi   | Lotus-Ford   | 78     | 1      | + 2 Runden | 04    |                  |
| 12   | Jacky Ickx           | Ferrari      | 76     | 0      | + 4 Runden | 08    |                  |
| 13   | Henri Pescarolo      | March-Ford   | 73     | 0      | + 7 Runden | 21    |                  |
| –    | Reine Wisell         | Lotus-Ford   | 65     | 0      | DNF        | 16    |                  |
| –    | Mike Beuttler        | March-Ford   | 59     | 0      | NC         | 24    |                  |
| –    | François Cevert      | Tyrrell-Ford | 51     | 0      | DNF        | 06    |                  |
| –    | Peter Gethin         | B.R.M.       | 25     | 0      | DNF        | 12    |                  |
| –    | Skip Barber          | March-Ford   | 24     | 0      | NC         | 22    |                  |
| –    | Jean-Pierre Beltoise | B.R.M.       | 21     | 0      | DNF        | 20    |                  |
| –    | Bill Brack           | B.R.M.       | 20     | 0      | DNF        | 23    |                  |
| –    | Wilson Fittipaldi    | Brabham-Ford | 05     | 0      | DNF        | 11    |                  |
| –    | Andrea de Adamich    | Surtees-Ford | 02     | 0      | DNF        | 15    |                  |
| DSQ  | Niki Lauda           | March-Ford   | 64     | 0      | DSQ        | 19    |                  |
| DSQ  | Ronnie Peterson      | March-Ford   | 61     | 1      | DSQ        | 03    |                  |

## WM-Stände nach dem Rennen
Die ersten sechs des Rennens bekamen 9, 6, 4, 3, 2 bzw. 1 Punkt(e). In der Konstrukteurswertung zählten dabei nur die Punkte des bestplatzierten Fahrers eines Teams.

### Fahrerwertung
| Pos. | Fahrer               | Konstrukteur | Punkte |
| ---- | -------------------- | ------------ | ------ |
| 01   | Emerson Fittipaldi   | Lotus-Ford   | 61     |
| 02   | Jackie Stewart       | Tyrrell-Ford | 36     |
| 03   | Denis Hulme          | McLaren-Ford | 35     |
| 04   | Jacky Ickx           | Ferrari      | 25     |
| 05   | Peter Revson         | McLaren-Ford | 23     |
| 06   | Clay Regazzoni       | Ferrari      | 15     |
| 07   | Mike Hailwood        | Surtees-Ford | 13     |
| 08   | Chris Amon           | Matra        | 12     |
| 09   | Jean-Pierre Beltoise | B.R.M.       | 9      |
| 10   | Ronnie Peterson      | March-Ford   | 9      |
| 11   | François Cevert      | Tyrrell-Ford | 9      |
| 12   | Brian Redman         | McLaren-Ford | 4      |
| 13   | Howden Ganley        | B.R.M.       | 4      |
| 14   | Graham Hill          | Brabham-Ford | 4      |
| 15   | Carlos Reutemann     | Brabham-Ford | 3      |
| 16   | Andrea de Adamich    | Surtees-Ford | 3      |
| 17   | Mario Andretti       | Ferrari      | 3      |
| 18   | Carlos Pace          | March-Ford   | 3      |
| 19   | Tim Schenken         | Surtees-Ford | 2      |
| 20   | Arturo Merzario      | Ferrari      | 1      |

| Pos. | Fahrer            | Konstrukteur        | Punkte |
| ---- | ----------------- | ------------------- | ------ |
| 21   | Peter Gethin      | B.R.M.              | 1      |
| 22   | Wilson Fittipaldi | Brabham-Ford        | 0      |
| 23   | Niki Lauda        | March-Ford          | 0      |
| 24   | Helmut Marko      | B.R.M.              | 0      |
| 25   | Henri Pescarolo   | March-Ford          | 0      |
| 26   | Mike Beuttler     | March-Ford          | 0      |
| 27   | Dave Walker       | Lotus-Ford          | 0      |
| 28   | Rolf Stommelen    | Eiffelland-Ford     | 0      |
| 29   | Reine Wisell      | Lotus-Ford / B.R.M. | 0      |
| 30   | John Love         | Surtees-Ford        | 0      |
| 31   | Nanni Galli       | Ferrari / Tecno     | 0      |
| –    | Àlex Soler-Roig   | B.R.M.              | 0      |
| –    | Dave Charlton     | Lotus-Ford          | 0      |
| –    | Patrick Depailler | Tyrrell-Ford        | 0      |
| –    | Derek Bell        | Tecno               | 0      |
| –    | François Migault  | Connew-Ford         | 0      |
| –    | John Surtees      | Surtees-Ford        | 0      |
| –    | Skip Barber       | March-Ford          | 0      |
| –    | Bill Brack        | B.R.M.              | 0      |

### Konstrukteurswertung
| Pos. | Konstrukteur | Punkte |
| ---- | ------------ | ------ |
| 01   | Lotus-Ford   | 61     |
| 02   | McLaren-Ford | 45     |
| 03   | Tyrrell-Ford | 42     |
| 04   | Ferrari      | 31     |
| 05   | Surtees-Ford | 18     |
| 06   | B.R.M.       | 14     |

| Pos. | Konstrukteur   | Punkte |
| ---- | -------------- | ------ |
| 07   | March-Ford     | 12     |
| 08   | Matra          | 12     |
| 09   | Brabham-Ford   | 7      |
| 10   | Eifelland-Ford | 0      |
| –    | Tecno          | 0      |
| –    | Connew-Ford    | 0      |